# Лозовое (Одесская область)
Лозовое (укр. Лозове) — село, относится к Раздельнянскому району Одесской области Украины.
Население по переписи 2001 года составляло 39 человек. Почтовый индекс — 67423. Телефонный код — 4853. Занимает площадь 1,043 км². Код КОАТУУ — 5123983203.

## Местный совет
67423, Одесская обл., Раздельнянский р-н, с. Кошары